# Guadarrama Nationalpark
Sierra de Guadarrama National Park (Spansk: Parque Nacional de la Sierra de Guadarrama) er en nationalpark i Spanien, der omfatter næsten 34,000 hektar, den femte største af Spaniens nationalparker. Den ligger i Sierra de Guadarrama (Guadarrama bjergkæden (Sistema Central), som omfatter nogle økologisk værdifulde områder, og ligger i Madridregionen og Castilien og Leon (Segovia provinsen). Loven som godkendte og fastsatte reglerne for nationalparken, blev offentliggjort i BOE 26. juni 2013.
En del af nationalparken udgøres af den i 1980'erne oprettede regionalpark (Parque Regional de la Cuenca Alta del Manzanares), omkring den øvre del af flodsystemet Manzanares. Denne blev i 1992 udpeget som biosfærereservat (Cuenca Alta del Río Manzanares).

## Økologi
Projektet har til formål at beskytte de elleve forskellige økosystemer der findes i Guadarrama-bjergene. I alt er der mere end 1.280 forskellige arter i nationalparkens område, hvoraf 13 er udryddelsestruede, mere end 1.500 plantearter og 30 forskellige typer af vegetation. Dyrearterne i bjergene repræsenterer 45% af den totale [fauna] i og 18% af Europas fauna. Vegetationen omfatter skovfyr, ege, enebær og mange andre arter. Faunaen omfatter mange pattedyr som hjorte (kronhjort, rådyr og dådyr), vildsvin, vild geder, grævlinger, flere arter af mårfamilien, vildkatte, ræve, harer. Der er mange arter af vandfugle i reservoirerne, og store rovfugle som den spansk kejserørn eller munkegrib. For nylig blev en ulveflok opdaget i parken efter en 70 års fravær i regionen.

## Eksterne kilder og henvisninger
1. ↑  Boletín Oficial del Estado (2013-06-26). LEY 7/2013, de 25 de junio, de declaración del Parque Nacional de la Sierra de Guadarrama (PDF) (Rapport). Gobierno de España. Hentet 2013-06-27. (spansk)
2. ↑  Biosphere Reserve Information

- Wikimedia Commons har flere filer relateret til Guadarrama Nationalpark
- Officielt websted